# NGC 3676
NGC 3676 is een elliptisch sterrenstelsel in het sterrenbeeld Beker. Het hemelobject werd in 1886 ontdekt door de Amerikaanse astronoom Frank Muller.

## Synoniemen
- MCG -2-29-29
- NPM1G -10.0377
- PGC 35131